# Ewa Durska
Ewa Durska (Nowogard, 27 febbraio 1977) è un'atleta paralimpica polacca, cinque volte campionessa mondiale di getto del peso della categoria F20.

## Biografia
Ewa Durska ha vinto tre medaglie d'oro paralimpiche nel getto del peso a Sydney 2000, Sydney 2012 e a Rio 2016. È stata per cinque volte campionessa mondiale e una volta campionessa europea.

## Palmarès
| Anno | Manifestazione       | Sede           | Evento             | Risultato | Prestazione | Note |
| ---- | -------------------- | -------------- | ------------------ | --------- | ----------- | ---- |
| 1998 | Mondiali paralimpici | Birmingham     | Getto del peso F20 | Oro       | 10,31 m     |      |
| 2000 | Giochi paralimpici   | Sydney         | Getto del peso F20 | Oro       | 12,69 m     |      |
| 2011 | Mondiali paralimpici | Christchurch   | Getto del peso F20 | Oro       | 13,47 m     |      |
| 2012 | Giochi paralimpici   | Londra         | Getto del peso F20 | Oro       | 13,80 m     |      |
| 2013 | Mondiali paralimpici | Lione          | Getto del peso F20 | Oro       | 13,18 m     |      |
| 2015 | Mondiali paralimpici | Doha           | Getto del peso F20 | Oro       | 13,92 m     |      |
| 2016 | Europei paralimpici  | Grosseto       | Getto del peso F20 | Oro       | 14,10 m     |      |
| 2016 | Giochi paralimpici   | Rio de Janeiro | Getto del peso F20 | Oro       | 13,94 m     |      |
| 2017 | Mondiali paralimpici | Londra         | Getto del peso F20 | Oro       | 13,18 m     |      |
| 2018 | Europei paralimpici  | Berlino        | Getto del peso F20 | Argento   | 12,92 m     |      |